# توماس براون (سياسي)
توماس براون (بالإنجليزية: Thomas Brown)‏ هو سياسي أسترالي، ولد في 6 أكتوبر 1861 في أستراليا، وتوفي في 23 مارس 1934 في أستراليا. حزبياً، نشط في حزب العمال الأسترالي. وقد انتخب عضو الجمعية التشريعية نيو ساوث ويلز وانتخب عضو مجلس النواب الأسترالي عن دائرة Division of Canobolas ‏ (29 مارس 1901 – 12 ديسمبر 1906).